# Historia macOS
macOS (wcześniej Mac OS X i OS X) to rodzina systemów operacyjnych produkowanych przez Apple Inc. Pomimo pierwotnej nazwy Mac OS X, która miała nawiązywać do poprzednich wydań Mac OS (X użyte, jako rzymska liczba 10), macOS nie dzieli kodu źródłowego z Mac OS 9, a jego interfejs użytkownika został znacząco przeprojektowany. Liczba „10” została użyta również do oznaczania kolejnych wersji tego systemu, wraz z nazwami dużych kotów (w wersjach 10.0-10.8) i miejsc w Kalifornii (od 10.9). OS X zerwał kompatybilność z poprzednimi wydaniami Mac OS. W celu ułatwienia adaptacji użytkownikom, do wersji 10.5 włącznie istniała możliwość uruchamiania Mac OS 9 i aplikacji na ten system w wirtualnym środowisku.
W przeciwieństwie do Mac OS 9 i poprzednich, macOS jest systemem uniksowym, zbudowanym na bazie technologii opracowanej w firmie NeXT od drugiej połowy lat 80 do jej wykupienia przez Apple w 1997. Pierwszą wydaną wersją był Mac OS X Server 1.0 w 1999, a pierwszym wydanym systemem desktopowym Mac OS X 10.0 w marcu 2001. Wersje serwerowe i desktopowe były wydawane oddzielnie jeszcze sześciokrotnie, aż do wydania Mac OS X 10.7, od kiedy narzędzia do zarządzania serwerami są sprzedawane oddzielnie, jako dodatek do wspólnej podstawowej wersji systemu. Począwszy od wersji 10.5 Leopard, wszystkie wersje macOS dla procesorów Intel (z wyjątkiem 10.7 Lion) są certyfikowane, jako spełniające Single UNIX Specification.
W 2016 roku zmieniono nazwę systemu na macOS, który powstał ze względu na unifikację środowiska i nazewnictwa pasującego do pozostałych systemów operacyjnych firmy Apple Inc.

## Rozwój poza Apple

Diagram relacji między systemami uniksowymi, włączając przodków OS X. Systemy:
na licencji open source
na licencji shared source i mieszanej
na licencji zamkniętej

Po tym jak w 1985 roku Apple usunęło Steve’a Jobsa ze swojego zarządu, opuścił on firmę i rozpoczął pracę nad własnym projektem. Częściowo finansowana ze środków własnych, a częściowo przez Rossa Perota, powstała firma NeXT. Produkowane przez nią stacje robocze były zaawansowane sprzętowo. Jako pierwsze oferowały procesory DSP i napędy magnetooptyczne, jednak ich wysoka cena i nietypowe rozwiązania spowodowały, że produkt nie przyjął się na rynku. Ostatecznie w 1993 roku firma odeszła od produkcji sprzętu i skupiła się na oprogramowaniu, w tym systemie operacyjnym NeXTStep.
NeXTStep bazował na jądrze Mach, opracowanym w Carnegie Mellon University oraz BSD, implementacji Uniksa rozwijanej od lat 70. Ważniejszymi składowymi tego systemu były: obiektowy framework języka Objective-C, znany dzisiaj jako Cocoa, innowacyjny ORM Enterprise Objects Framework oraz serwer/framework aplikacji webowych WebObjects.
NeXT utrzymywał się głównie dzięki sprzedaży WebObjects i usługom doradczym, a NeXTStep nie był komercyjnym sukcesem. Projekt ewoluował w OPENSTEP, który zawierał wybrane narzędzia z systemu operacyjnego i pozwalał na ich łatwe uruchomienie ich na innych platformach. OPENSTEP na krótki okres został zaadaptowany przez Sun Microsystems, jednak w tamtym okresie wiele firm (m.in. IBM, Microsoft, czy sam Sun) opracowało konkurencyjne platformy programowania obiektowego, spośród których jedynie Java uzyskała szerszą akceptację.
4 lutego 1997 roku Apple wykupiło NeXT za kwotę 427 mln USD. OPENSTEP został użyty jako podstawa do OS X. Do dzisiaj w OS X można odnaleźć ślady spuścizny po NeXTStep: we frameworku Cocoa, klasy Objective-C są prefiksowane literami „NS”, a sekcja HISTORY pomocy narzędzia defaults wprost wymienia NeXTStep, jako pierwszy system, w którym to narzędzie się pojawiło.

## Rozwój w ramach Apple
W tym samym okresie Apple zmagało się z problemami z rozwojem Mac OS. Opracowany ponad dekadę wcześniej system korzystał z archaicznej wielozadaniowości bez wywłaszczania, a jego interfejs graficzny nie przystawał do ówczesnych standardów. Problemy te miał rozwiązać projekt Copland, zainicjowany dużym nakładem sił w 1994 roku. Na drodze stanęły mu napięcia wewnątrz firmy i nieprecyzyjnie określone cele. Projekt zarzucono w 1996, kiedy był jeszcze daleki od zakończenia, chociaż niektóre jego elementy stały się częścią wydanego w lipcu 1997 roku systemu Mac OS 8.
Apple rozważało kupno BeOS – multimedialnego, wielozadaniowego systemu zaprojektowanego dla sprzętu podobnego do produkowanego przez Apple. Ostatecznie jednak stanęło na NeXT i użyciu OPENSTEP jako podstawy do nowego systemu operacyjnego. Na czele zespołu powołanego do tego celu stanął Avie Tevanian, a Steve Jobs został konsultantem. Pierwotnym planem było wykorzystanie jak największej części OPENSTEP i dodanie do niego maszyny wirtualnej, umożliwiającej uruchamianie programów stworzonych na poprzednie wersje Mac OS. Efektem był projekt o nazwie Rhapsody, którego wydanie planowano na koniec roku 1998.
Apple spodziewało się zaangażowania programistów w portowanie oprogramowania na nowy system, co miały ułatwiać elastyczne biblioteki OPENSTEP. Jednak kilkoro głównych twórców oprogramowania, m.in. Adobe zapowiedziało, że nie zamierzają porzucać starej platformy. Brak entuzjazmu był podsycany krótkim okresem, jaki upłynął od czasu porzucenia projektu Copland oraz zmniejszającym się udziałem Apple w rynku, który nie zachęcał do angażowania się w rozwijanie oprogramowania dla ich kolejnej platformy.

## Zmiana kierunku pod wodzą Jobsa
Nieprzerwane straty finansowe Apple zachwiały zaufaniem do CEO Gila Amelio, co skończyło się jego rezygnacją. Zarząd zaproponował tymczasowe objęcie stanowiska Steve’owi Jobsowi, dając mu wolną rękę do wprowadzenia zmian koniecznych dla zwiększenia rentowności. Kiedy na forum Worldwide Developers Conference Jobs ogłosił, że tym, czego naprawdę chcieli deweloperzy, była nowoczesna wersja Mac OS i właśnie to Apple im da, spotkał się z gromką owacją. Przez kolejne dwa lata przeportowano oryginalne API Macintosha na biblioteki Uniksa pod nazwą Carbon. Dzięki temu aplikacje wcześniej stworzone dla Mac OS, mogły być przeportowane do API Carbon i uruchamiane natywnie, bez potrzeby ich całkowitego przepisywania. Jednocześnie było dostępne wirtualne środowisko „Classic” Mac OS 9, pozwalające na uruchamianie natywnych aplikacji dla starego systemu. Wprowadzono wsparcie dla C, C++, Objective-C, Javy oraz Pythona, dodatkowo zwiększając komfort programowania na nową platformę.
W tym samym okresie głębsze warstwy systemu operacyjnego (jądro Mach i BSD nad nim) zostały zrefaktorowane i udostępnione na licencji Apple Public Source License, jako Darwin. W odpowiedzi na rosnącą popularność Javy, stworzono wydajną maszynę wirtualną, która umożliwiała korzystanie z API Cocoa w języku Java.
Pierwsze wydanie systemu operacyjnego – Mac OS X Server 1.0 – wykorzystywało jeszcze zmodyfikowaną wersję interfejsu graficznego Mac OS, jednak wszystkie wersje nieserwerowe, poczynając od Mac OS X Developer Preview 3, zawierały nowe środowisko Aqua. Jego możliwości wykraczały poza te znane z interfejsu Mac OS 9: wykorzystywało anti-aliasing zarówno fontów, jak grafiki, cienie, półprzeźroczystość i animacje. Kluczowym nowym elementem był launcher programów – Dock, który wykorzystywał wszystkie nowe możliwości graficzne. Wiele elementów nawiązywało jednak do tradycyjnych rozwiązań z Mac OS: menu na górze ekranu, niezmienione skróty klawiszowe, czy wsparcie dla jednoprzyciskowej myszki. Proces rozwoju Aqua był delikatnie opóźniony ze względu na zrezygnowanie z powłoki graficznej Display PostScript opracowanej w OpenStep, na rzecz autorskiego rozwiązania Quartz. Zmiana była podyktowana potrzebą ominięcia ograniczeń licencyjnych Display PostScript.

## Wydanie
Pierwsze edycje OS X, z wyjątkiem Mac OS X Server 1.0 i publicznej wersji beta nosiły nazwy wielkich kotów. Przed wydaniem wersja 10.0 nosiła wewnętrzną nazwę kodową „Cheetah”, a wersja 10.1 nazwę „Puma”. Po tym jak nazwa kodowa „Jaguar” dla wersji 10.2 została upubliczniona przez media, Apple zdecydowało się na publiczne wykorzystanie nazw kodowych w celach marketingowych: 10.3 ochrzczono „Panther”, 10.4 „Tiger”, 10.5 „Leopard”, 10.6 „Snow Leopard”, 10.7 „Lion”, a 10.8 „Mountain Lion”. Apple zarejestrowało nazwy „Panther”, „Tiger”, i „Leopard” jako znaki towarowe. Kolejnymi zarejestrowanymi nazwami były „Lynx” oraz „Cougar”, jednak nie wykorzystano ich, gdyż kolejne wersje wykorzystywały nazwy miejsc w Kalifornii: 10.9 nazwano „Mavericks”, 10.10 „Yosemite”, a 10.11 „El Capitan”.

### Publiczna beta: „Kodiak”
13 września 2000 Apple wydał wersję „preview” Mac OS X w celu zebrania opinii użytkowników. Po raz pierwszy interfejs Aqua został udostępiony serszej publiczności, a Apple mogło go udoskonalać, bazując na uwagach użytkowników. Publiczna beta wygasła na wiosnę 2001.

### 10.0 „Cheetah”
24 marca 2001 Apple wydało Mac OS X 10.0 (nazwa kodowa „Cheetah”). System był powolny, niekompletny, a w momencie premiery było niewiele przeznaczonych na niego aplikacji, głównie autorstwa niezależnych programistów. Pojawiły się głosy mówiące, że system nie jest gotowy na szerokie wykorzystanie, ale jego premiera jest ważna, gdyż daje punkt wyjściowy do udoskonaleń. Środowisko użytkowników Macintoshy sam fakt wydania systemu uznało za wielki sukces, być może kończący okres niemocy trwający od 1996 roku. Po kilku poprawkach system osiągnął względną stabilność, a częstotliwość występowania błędów kernel panic spadła.

### 10.1 „Puma”
W tym samym roku, 25 września, został wydany Mac OS X 10.1 (nazwa kodowa „Puma”). Poprawiono wydajność i dodano brakujące opcje, jak odtwarzanie DVD. System wydano jako CD z bezpłatnym uaktualnieniem dla posiadaczy wersji 10.0 oraz wersję pudełkową dla posiadaczy Mac OS 9 w cenie 129 USD. Wkrótce po premierze odkryto, że CD z uaktualnieniem w rzeczywistości zawierało pełną wersję systemu i po niewielkiej modyfikacji pozwalało na instalację OS X na komputerach z Mac OS 9. Apple zareagowało wydając poprawioną wersję płyt, które już nie dawały takiej możliwości. 7 stycznia 2002 Apple ogłosiło, że Mac OS X staje się domyślnym systemem we wszystkich komputerach sprzedawanych od lutego tego samego roku.

### 10.2 „Jaguar”
23 sierpnia 2002 Apple zapowiedziało Mac OS X 10.2 „Jaguar”, pierwszą wersję wykorzystującą nazwę kodową w celach marketingowych. Uaktualnienie przyniosło wzrost wydajności, poprawki w wyglądzie i udoskonalenia w interfejsie użytkownika (według Apple ponad 150 tych ostatnich), w tym: serwer wyświetlania Quartz Extreme, pozwalający na bezpośrednie wykorzystanie kart graficznych ATI Radeon lub Nvidia GeForce 2 korzystających ze złącza AGP i posiadających minimum 16 MB pamięci VRAM, aplikację Address book do zarządzania kontaktami, oraz messengera iChat. Wersja 10.2 to pierwsze wydanie, w którym grafika dotychczas pokazywana podczas ładowania systemu (czasami nazywana „happy mac”), została zastąpiona szarym logo Apple.

### 10.3 „Panther”
Mac OS X 10.3 „Panther” został wydany 24 października 2003. Oprócz kolejnych poprawek związanych z wydajnością, przyniósł dużo zmian w interfejsie. Zaktualizowano powłokę Finder, wprowadzając styl graficzny „brushed-metal”, szybkie przełączanie użytkowników oraz menedżer okien Exposé. Inne nowości to funkcja szyfrowania woluminów FileVault, przeglądarka Safari, iChat AV (dodający opcję wideokonferencji do aplikacji iChat), poprawione renderowanie plików PDF i ułatwioną współpracę z Microsoft Windows. W tej wersji porzucono wsparcie dla niektórych wczesnych wersji komputerów G3, m.in. beżowych Power Maców oraz PowerBooków „WallStreet”.

### 10.4 „Tiger”
Mac OS X 10.4 „Tiger” został wydany 29 kwietnia 2005 i zawierał ponad 200 udoskonaleń. Nowościami były między innymi: Spotlight, Dashboard, Smart Folders, uaktualniona o Smart Mailboxes aplikacja Mail, QuickTime 7, Safari 2, Automator, VoiceOver, Core Image oraz Core Video. Zmodyfikowaną wersję OS X 10.4 wykorzystano w pierwszej wersji Apple TV. 10 stycznia 2006 Apple wydało nowe komputery z procesorami Intel wraz z uaktualnieniem systemu do wersji 10.4.4. Różnice pomiędzy wersjami dla procesorów PowerPC oraz Intel ograniczały się do porzucenia wsparcia dla programów na Mac OS 9 w tych ostatnich.

### 10.5 „Leopard”
Mac OS X 10.5 „Leopard” został wydany 26 października 2007 i nazwany przez Apple „największym uaktualnieniem Mac OS X”. Leopard wspiera zarówno komputery z procesorami PowerPC, jak Intela. Porzucono wsparcie dla procesorów G3, a procesowy G4 musiały być taktowane co najmniej 867 MHz i wspierane przez 512 MB RAM. System wydano na płycie DVD, która działa na wszystkich wspieranych komputerach, w tym 64-bitowych. Zmiany obejmowały nowy wygląd okien, uaktualnionego Findera, preinstalowane programy Time Machine, Spaces i Boot Camp, pełne wsparcie 64-bitowych aplikacji (w tym aplikacji z interfejsem graficznym), nowe opcje w Mail i iChat oraz nowe opcje zabezpieczeń. OS X 10.5 był pierwszym systemem Apple, który otrzymał certyfikację Single UNIX Specification (w wersji na procesory Intel), jak również pierwszym systemem bazującym na BSD z certyfikacją UNIX 03. W Leopardzie całkowicie porzucono wsparcie dla środowiska Classic, a tym samym aplikacji pisanych na Mac OS 9. Była to też ostatnia wersja obsługująca procesory PowerPC.

### 10.6 „Snow Leopard”
Mac OS X 10.6 „Snow Leopard” został wydany 28 sierpnia 2009. Była to ostatnia wersja dystrybuowana na płytach. W odróżnieniu od poprzednich, oferujących duże zmiany w wyglądzie i funkcjonalnościach, ta głównie zawierała zmiany „pod maską” zwiększające wydajność i stabilność systemu. Dla użytkowników najbardziej zauważalne były: mniej zajmowanej przestrzeni dyskowej w porównaniu do Mac OS X 10.5, bardziej responsywny Finder, przepisany na API Cocoa, szybsze backupy Time Machine, poprawki związane z odmontowywaniem dysków, więcej możliwości w aplikacji Preview oraz usprawnienia w przeglądarce Safari. To pierwsza wersja z Mac App Store, platformą dystrybucji oprogramowania, za pomocą której m.in. dystrybuowano kolejne uaktualnienia OS X.
S ow Leopard jest kompatybilny jedynie z procesorami Intela i porzuca domyślne wsparcie dla aplikacji zbudowanych na architekturę PowerPC (oprogramowanie Rosetta służące do tego celu może zostać zainstalowane jako dodatkowy komponent systemu).

### 10.7 „Lion”
Mac OS X 10.7 „Lion” został wydany 20 lipca 2011. Wprowadził on na komputerach Mac rozwiązania nawiązujące do iOS, jak podgląd zainstalowanych programów Launchpad, czy szersze wykorzystanie gestów multi touch. Zrezygnowano z oprogramowania Rosetta, tym samym uniemożliwiając uruchamianie aplikacji PowerPC. Zniknęła również obsługa 32-bitowych procesorów, a wielkość wymaganej pamięci RAM wzrosła do 2 GB. Nowości w interfejsie to między innymi: Launchpad (podobny do głównego ekranu z iOS), samoczynnie ukrywające się paski przewijania, aplikacja Mission Control, która łączy w sobie możliwości aplikacji Exposé, Spaces oraz Dashboard i ulepszona obsługa aplikacji pełnoekranowych. Zmiany w pozostałych aplikacjach zbliżają ich zachowanie do znanego z iOS, między innymi przez zachowywanie stanu, w jakim zostały zamknięte, czy automatyczne zapisywanie dokumentów.

### 10.8 „Mountain Lion”
OS X v10.8 „Mountain Lion” został wydany 25 lipca 2012. Zawiera on zmiany dalej zbliżające OS X do iOS, wówczas iOS 5, w tym: Game Center, wsparcie dla iMessage w nowej aplikacji Messages zastępującej iChat oraz aplikację Reminders do zarządzania zadaniami, wydzieloną z aplikacji iCal, przemianowanej teraz na Calendar, wzorem iOS. Pojawia się również opcja zapisywanie dokumentów pakietu iWork w chmurze iCloud, Nowością jest Notification Center, wzorowane na powiadomieniach z iOS, które grupuje powiadomienia z różnych aplikacji w rogu przestrzeni roboczej i zawiera panel wysuwający się z prawej krawędzi ekranu. Z myślą o chińskim rynku dodano opcję wykorzystania wyszukiwarki Baidu w Safari. Kolejną nowością jest aplikacja Notes, synchronizująca się z odpowiednikiem dla iOS przez iCloud.

### 10.9 „Mavericks”
OS X 10.9 „Mavericks” został wydany 22 października 2013, jako bezpłatne uaktualnienie dystrybuowane przez Mac App Store. Głównymi usprawnieniami był wydłużony czas pracy na baterii, poprawki w Finderze, integracja z iCloud i przenoszenie kolejnych rozwiązań z iOS. To pierwszy system, który ochrzczono po miejscu w Kalifornii, a nie jak dotychczas, po wielkich kotach. Było to też pierwsze uaktualnienie dostępne za darmo, rozpoczynające nową politykę dożywotnich bezpłatnych uaktualnień systemów operacyjnych i aplikacji Apple. Aplikacjami, które zadebiutowały w Mavericks były iBooks oraz Apple Maps.

### 10.10 „Yosemite”
OS X 10.10 „Yosemite” został wydany 16 października 2014, ponownie jako bezpłatne uaktualnienie. Główną zmianą było przeprojektowanie interfejsu graficznego, przez zrezygnowanie ze skeumorfizmu na rzecz flat design i rozmytych półprzeźroczystości, w nawiązaniu do interfejsu iOS 7. Nowościami w oprogramowaniu było Continuity oraz Handoff, pozwalające na jeszcze większą integrację z iOS, m.in. przez odbieranie połączeń i wiadomości SMS na komputerze Mac, czy edytowanie tych samych dokumentów na urządzeniach z OS X i iOS. W jednej z pomniejszych aktualizacji wprowadzono aplikację Photos, zastępującą dotychczasowe iPhoto oraz Aperture.

### 10.11 „El Capitan”
OS X 10.11 „El Capitan” został zapowiedziany 8 lipca, a wydany 30 września 2015. Uaktualnienie nie wprowadzało wielu nowych opcji. Według Apple miało raczej poprawić doświadczenie użytkowania systemu i jego wydajność. Pojawił się dostęp do informacji o sieci transportu publicznego w aplikacji Apple Maps, poprawki w interfejsie Notes, font systemowy zmieniono na San Francisco. Do dyspozycji programistów oddano API Metal.

### 10.13 „High Sierra”
MacOS High Sierra został ogłoszony 5 czerwca 2017 roku podczas przemówienia otwierającego konferencję WWDC17. Został wydany 25 września 2017 roku. Wydanie to zawiera wiele ulepszeń pod maską, w tym przejście na Apple File System (APFS), wprowadzenie Metal 2, wsparcie dla wideo HEVC oraz ulepszenia w zakresie obsługi VR. Ponadto wprowadzono liczne zmiany w standardowych aplikacjach, takich jak Zdjęcia, Safari, Notatki i Spotlight.

### 10.14 „Mojave”
Został ogłoszony 4 czerwca 2018  i wydany 24 września 2018.

### 10.15 "Catalina"
Został ogłoszony  3 czerwca 2019 i wydany 7 października 2019.

### 11 "Big Sur"
Został ogłoszony  22 czerwca 2020 i wydany 7 października 2019.

### 12 "Monterey"
Został ogłoszony  7 czerwca 2021 i wydany 25 października 2021.

### 13 "Ventura"
Został ogłoszony  6 czerwca 2022 i wydany 24 października 2022.

### 14 "Sonoma"
Został ogłoszony  5 czerwca 2023 i wydany 26 września 2023.

### 15 "Sequoia"
Został ogłoszony 10 czerwca 2024 i wydany 16 września 2024.